# The True Human Design
The True Human Design är en EP med det svenska progressiva extrem metal-bandet Meshuggah. EP:n släpptes september 1997 av skivbolaget Nuclear Blast.

## Låtlista
1. "Sane" (demo) – 4:08
2. "Future Breed Machine" (live) – 5:29
3. "Future Breed Machine" (Mayhem version) – 8:13
4. "Futile Bread Machine" (Campfire version) – 3:30
5. "Future Breed Machine" (Quant's Quantastical Quantasm) (instrumental) – 7:31
6. "Future Breed Machine" (Friend's Breaking and Entering) (instrumental) – 6:49

## Medverkande
Musiker (Meshuggah-medlemmar)
- Jens Kidman – sång
- Fredrik Thordendal – gitarr, basgitarr
- Tomas Haake – trummor, sång (spår 4)
- Gustaf Hielm – basgitarr (spår 2)
- Mårten Hagström – rytmgitarr

Produktion
- Meshuggah – producent
- Fredrik Thordendal – ljudtekniker, ljudmix, omslagsdesign
- Mattias Eklund – ljudtekniker (spår 2)
- Peter In de Betou – mastering
- Tomas Haake – omslagskonst
- John Norhager – foto